# Lega dipartimentale di Callao
La lega dipartimentale di Callao è una delle 25 leghe dipartimentali della Copa Perú, che costituiscono la quinta divisione del campionato peruviano di calcio. È organizzata dalla FPF, la federazione calcistica peruviana.

## Storia
La Lega Departamentale di Ayacucho è stata fondata il 1º agosto 1975.

## Albo d'oro
| Anno | Campione                             | Città       |
| ---- | ------------------------------------ | ----------- |
| 1975 | Hijos de Yurimaguas(*)               | Ventanilla  |
| 1976 | Dep. Sima                            | Callao      |
| 1977 | Atl. Ayacucho                        | Callao      |
| 1978 | Dep. Sima                            | Callao      |
| 1979 | Atl. Ayacucho                        | Callao      |
| 1980 | Atl. Ayacucho                        | Callao      |
| 1981 | Acad. Cantolao                       | La Punta    |
| 1982 | Dep. Sima                            | Callao      |
| 1983 | Grumete Medina                       | Callao      |
| 1984 | Dep. Enapu                           | Callao      |
| 1985 | Dep. CITEN                           | Callao      |
| 1986 | Hijos de Yurimaguas (*)              | Ventanilla  |
| 1987 | KDT Nacional                         | Callao      |
| 1988 | Defensor La Perla                    | La Perla    |
| 1989 | Nuevo Callao                         | C. La Legua |
| 1990 | Grumete Medina                       | Callao      |
| 1991 | Los Amigos                           | Ventanilla  |
| 1992 | Sp. La Mercedes                      | Ventanilla  |
| 1993 | Los Amigos                           | Ventanilla  |
| 1994 | Adebami                              | C. La Legua |
| 1995 | Francisco Pizarro - AD Somos Aduanas | Bellavista  |
| 1996 | Olímpico Bella Unión                 | Dulanto     |
| 1997 | Olímpico Bella Unión                 | Dulanto     |
| 1998 | AD Somos Aduanas                     | Bellavista  |

| Anno | Campione               | Città       |
| ---- | ---------------------- | ----------- |
| 1999 | AD Somos Aduanas       | Bellavista  |
| 2000 | Atl. Chalaco           | Callao      |
| 2001 | AD Somos Aduanas       | Bellavista  |
| 2002 | Atl. Chalaco           | Callao      |
| 2003 | Defensor Mórrope       | Bellavista  |
| 2004 | Sp. Las Mercedes       | Ventanilla  |
| 2005 | Atl. Chalaco           | Callao      |
| 2006 | Dep. Sima              | Callao      |
| 2007 | Independiente Ayacucho | Dulanto     |
| 2008 | Atl. Chalaco           | Callao      |
| 2009 | Atl. Pilsen Callao     | Dulanto     |
| 2010 | Nuevo Callao           | C. La Legua |
| 2011 | Nuevo Amanecer         | Callao      |
| 2012 | Márquez FC             | Callao      |
| 2013 | Juventud La Perla      | La Perla    |
| 2014 | Adebami                | C. La Legua |
| 2015 | Acad. Cantolao         | La Punta    |
| 2016 | Sport Blue Rays        | Callao      |
| 2017 | Dep. Yurimaguas        | Ventanilla  |
| 2018 | Alfredo Tomassini      | Ventanilla  |
| 2019 | Estrella Azul          | Ventanilla  |
| 2022 | Luis Escobar Aburto    | Ventanilla  |
| 2023 | Calidad Porteña        | La Perla    |
| 2024 |                        |             |

- Hijos de Yurimaguas cambia de nombre a Dep. Yurimaguas.

### Titoli per club
| Squadra                | Città              | Titoli |
| ---------------------- | ------------------ | ------ |
| Dep. Sima              | Callao             | 4      |
| At. Chalaco            | Callao             | 4      |
| AD Somos Aduanas       | Bellavista         | 4      |
| Atl. Ayacucho          | Callao             | 3      |
| Dep. Yurimaguas (*)    | Ventanilla         | 3      |
| Grumete Medina         | Callao             | 2      |
| Los Amigos             | Ventanilla         | 2      |
| Olímpico Bella Unión   | Dulanto            | 2      |
| Sport Las Mercedes     | Ventanilla         | 2      |
| Nuevo Callao           | Carmen de la Legua | 2      |
| Adebami                | Carmen de la Legua | 2      |
| Acad. Cantolao         | La Punta           | 2      |
| Dep. Enapu             | Callao             | 1      |
| Dep. CITEN             | Callao             | 1      |
| KDT Nacional           | Callao             | 1      |
| Defensor La Perla      | La Perla           | 1      |
| Francisco Pizarro      | Bellavista         | 1      |
| Defensor Mórrope       | Bellavista         | 1      |
| Independiente Ayacucho | Dulanto            | 1      |
| Atl. Pilsen Callao     | Dulanto            | 1      |
| Nuevo Amanecer         | Callao             | 1      |
| Márquez FC             | Callao             | 1      |
| Juventud La Perla      | La Perla           | 1      |
| Sport Blue Rays        | Callao             | 1      |
| Alfredo Tomassini      | Ventanilla         | 1      |
| Estrella Azul          | Ventanilla         | 1      |
| Luis Escobar Aburto    | Ventanilla         | 1      |
| Calidad Porteña        | La Perla           | 1      |